# نیلز ایلرس
نیلز ایلرس (آلمانی: Nils Ehlers؛ زادهٔ ۴ فوریهٔ ۱۹۹۴) بازیکن والیبال ساحلی اهل آلمان است.